# Грук, Радослав
Радослав Томаш Грук (пол. Radosław Tomasz Gruk; род. 2 мая 1971, Катовице) — польский дипломат, посол Польши в Узбекистане и Таджикистане (2021—2024).

## Биография
Радослав Грук окончил Факультет политологии Варшавского университета. В 1999 году начал работать в Министерстве внутренних дел и администрации. В 2000—2003 годах работал в Управлении по делам иностранцев. С 2003 года работает в Министерстве иностранных дел Польши. Работал в Генеральном консульстве Польши в Санкт-Петербурге (2003—2007), в посольстве в Подгорице (2007—2013), с 2015 по 2019 год в Генеральном консульстве в Алма-Ате, с 2017 года генеральный консул. Затем заместитель директора Бюро Кадров МИД. На должность посла в республиках Узбекистана и Таджикистана был назначен 8 мая 2021 года. Снят с должности посла в 2024 году.

## Награды
- Медаль «Pro Patria» (2016)
- Почётный знак «За заслуги в области туризма» (2018)
- Золотой Крест Заслуги (2020)[5]
- Медаль «За охрану национальных памятников» (2024)[6]
- Золотая медаль «За заслуги в обеспечении обороноспособности страны» (2024)